# Francisco Javier Del Valle Paredes
Francisco Javier Del Valle Paredes (* 3. Dezember 1942 in Isla Pocú, Paraguay) ist ein paraguayischer Geistlicher und emeritierter römisch-katholischer Bischof von Campo Mourão in Brasilien.

## Leben
Francisco Javier Del Valle Paredes empfing am 3. Juli 1973 das Sakrament der Priesterweihe.
Am 24. Dezember 2008 ernannte ihn Papst Benedikt XVI. zum Bischof von Campo Mourão. Der Erzbischof von Cascavel, Mauro Aparecido dos Santos, spendete ihm am 27. Februar 2009 die Bischofsweihe; Mitkonsekratoren waren der Erzbischof von Maringá, Anuar Battisti, und der emeritierte Erzbischof von Curitiba, Pedro Antônio Marchetti Fedalto.
Papst Franziskus nahm am 6. Dezember 2017 seinen altersbedingten Rücktritt an.